# Vertrag zwischen dem Deutschen Reich und dem Vereinigten Königreich über die Kolonien und Helgoland

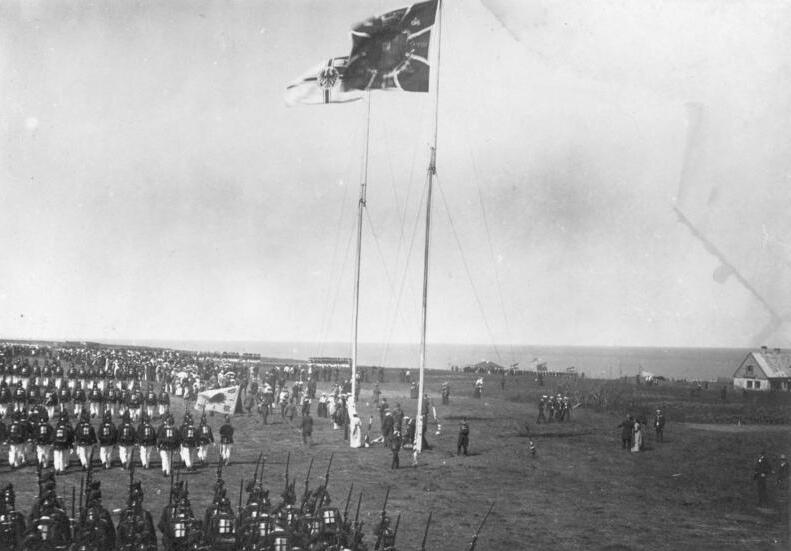
Parade zur Abtretung Helgolands an Deutschland am 10. August 1890

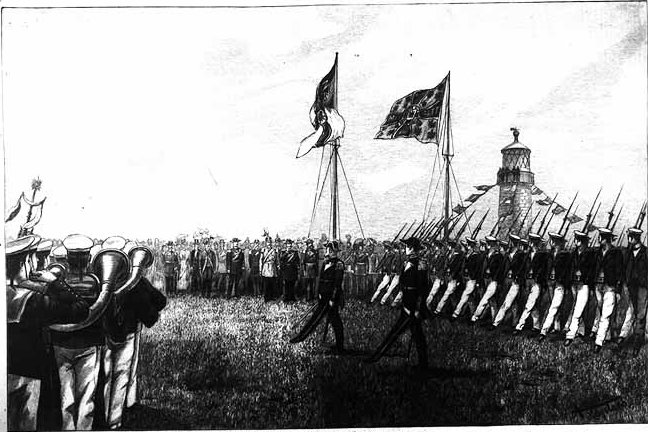
Parade zur Abtretung Helgolands an Deutschland am 10. August 1890

Der Vertrag zwischen dem Deutschen Reich und dem Vereinigten Königreich über die Kolonien und Helgoland vom 1. Juli 1890 regelte die Beziehungen zwischen Gebiets- und Hoheitsansprüchen des Deutschen Reiches und dem Vereinigten Königreich Großbritannien und Irland im kolonialisierten Afrika. Vor allem ging es um Klärungen mit Bezug auf die afrikanischen Kolonien, allerdings übertrug das Vereinigte Königreich, neben einem Landstreifen nordöstlich von Südwestafrika, auch die Nordsee-Insel Helgoland an das Deutsche Reich. Das Deutsche Reich übergab die Schutzherrschaft über Witu an das Vereinigte Königreich und verpflichtete sich die englische Schutzherrschaft über die Inseln Sansibar und Pemba anzuerkennen.

## Bezeichnung
Dieses Abkommen wird oft als Helgoland-Sansibar-Vertrag bezeichnet, wodurch fälschlicherweise der Eindruck entstehen könnte, die beiden Inseln seien getauscht worden. Tatsächlich gehörte die Insel Sansibar zum Sultanat Sansibar. Der ungenaue, jedoch griffige Name „Helgoland-Sansibar-Vertrag“ ist weit verbreitet und findet sich auch in der Geschichtswissenschaft wieder. Er geht auf den ehemaligen Reichskanzler Otto von Bismarck zurück, der kurz zuvor von Wilhelm II. entlassen worden war. Bismarck wollte das umfangreiche Vertragswerk seines Nachfolgers, Leo von Caprivi, abwerten. Caprivi war auf einen Ausgleich mit dem Vereinigten Königreich aus.

## Inhalt des Vertrages
- Art. I: Begrenzung der deutschen Interessensphäre auf das Gebiet des späteren Deutsch-Ostafrika.[1]
- Art. II: Übertragung der Schutzherrschaft über Witu in Kenia vom Deutschen Reich auf das Vereinigte Königreich. Verzicht auf deutsche Ansprüche nördlich davon.
- Art. III: Begrenzung der deutschen Interessensphäre in Südwestafrika. Zugang zum Sambesi über den Caprivizipfel.
- Art. IV: Grenzfestlegung zwischen Togo und Goldküste, Kamerun und Nigeria.
- Art. V: Freier Handel und Verkehr im Tschadsee-Gebiet.
- Art. VI: Vorbehalt künftiger Grenzberichtigungen.
- Art. VII: Definition der Interessensphären.
- Art. VIII: Vorbehalt des Freihandels gemäß der Generalakte der Berliner Konferenz von 1885.
- Art. IX: Gegenseitige Anerkennung von Rechten von Privatpersonen und Gesellschaften.
- Art. X: Freiheit der Mission.
- Art. XI: Das Vereinigte Königreich verpflichtet sich, beim Sultan von Sansibar auf die Abtretung der von der Deutsch-Ostafrikanischen Gesellschaft gepachteten festländischen Küste Deutsch-Ostafrikas zu drängen: „Deutschland verpflichtet sich, die Schutzherrschaft Großbritanniens anzuerkennen über die verbleibenden Besitzungen des Sultans von Sansibar mit Einschluss der Inseln Sansibar und Pemba sowie über die Besitzungen des Sultans von Witu und das benachbarte Gebiet bis Kismayu, von wo die deutsche Schutzherrschaft zurückgezogen wird.“
- Art. XII: Abtretung Helgolands an Deutschland.

## Bedeutung Helgolands

Britische Flagge Helgolands bis 1890

Das deutsche Interesse an Helgoland bezog sich vor allem auf die damaligen Pläne zum Ausbau der deutschen Seemacht. Helgoland galt als strategisch bedeutsam für eine mögliche Kontrolle der Mündungen von Weser und Elbe sowie des 1887 begonnenen Kaiser-Wilhelm-Kanals (Nord-Ostsee-Kanal). Die Blockade des Hamburger Hafens durch die dänische Marine 1848, die mit Helgoland einen neutralen Anlaufpunkt hatte, war nicht vergessen. Wilhelm II. persönlich äußerte Interesse an einem Erwerb Helgolands, um den Flottenbau strategisch zu sichern. Hintergrund war aber eine zuerst nicht national aufgeladene Helgoland-Begeisterung im frühen 19. Jahrhundert, die seit der Reichsgründung in die oft auch aggressiv vorgetragene Forderung umschlug, dass Helgoland deutsch werden solle.
Im Vereinigten Königreich hingegen sah man den militärischen Wert als gering an, da die Deutschen die Insel in viel kürzerer Zeit hätten besetzen können, als es möglich gewesen wäre, eine Hilfsflotte vor Ort zu bringen. Eine Sicherung wäre nur durch äußerst aufwendige Befestigungen möglich gewesen. Die Insel war in England wenig bekannt.

## Bedeutung für die Helgoländer

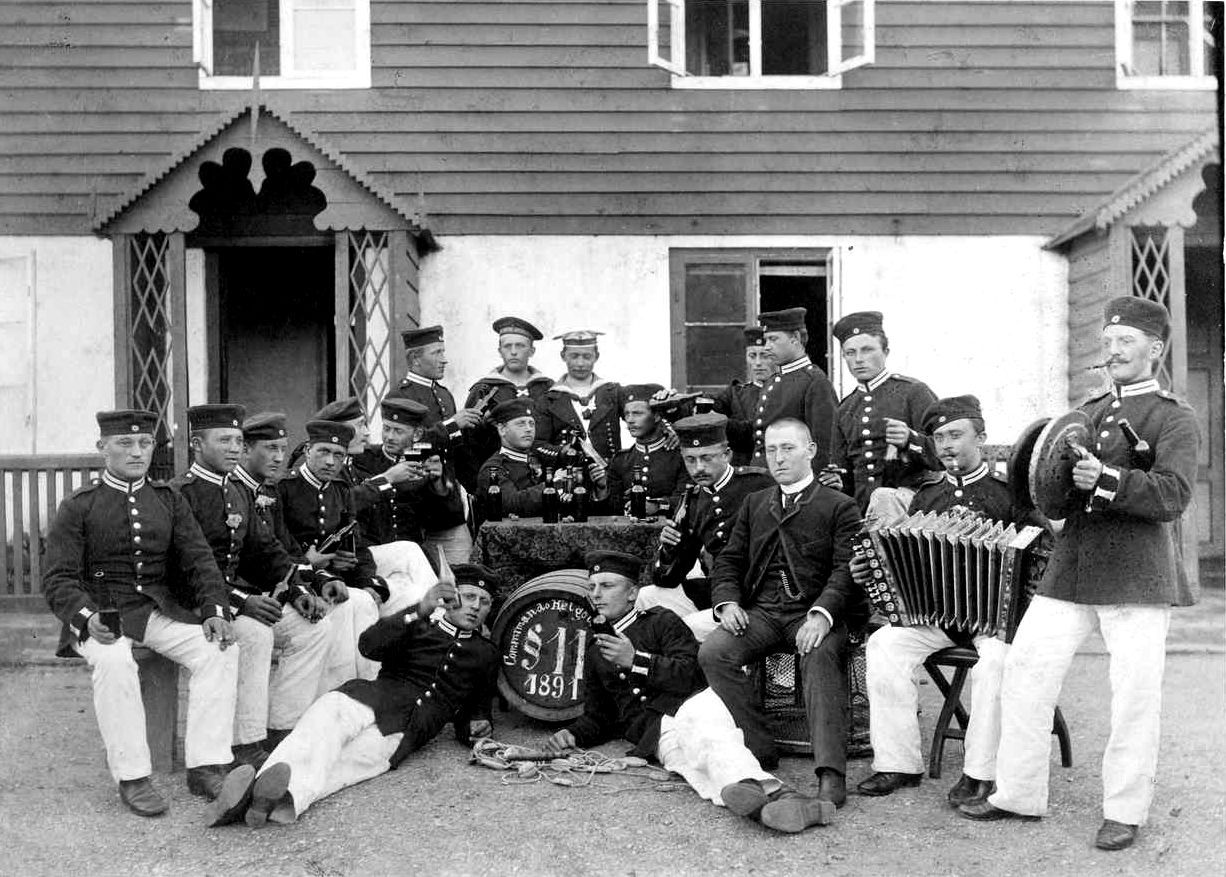
Vor der ehemaligen englischen Kaserne feiern deutsche Soldaten. Konsul Johann Gottlob Bufe (1832–1898), Helgoländer Brauereibesitzer, sitzt in Zivil auf einem Hummerkorb. 1890 hatte er bei der Übergabe den Kaiser begrüßt.

Die Helgoländer spielten für die Verhandlungsparteien nur eine untergeordnete Rolle. Beide Seiten mussten aufgrund ihrer Geheimdienstinformationen vermuten, dass die Bewohner keine Deutschen werden wollten. In diesem Sinne wurde auch in der Presse geschrieben. In englischen Zeitungen, die dem Vertrag kritisch gegenüber standen, wurde eine Volksabstimmung der Insulaner gefordert. Den Helgoländern wurden dann im Paragraph XII,4 eingeräumt: „Die zur Zeit bestehenden heimischen Gesetze und Gewohnheiten bleiben soweit es möglich ist, unverändert fortbestehen.“ Sie mussten bis 1918 keine Steuern bezahlen. Die Wehrpflicht wurde erst für die ab 1890 Geborenen eingeführt und die Zollfreiheit wurde bis 1910 garantiert. Allerdings war die Formulierung der Rechte so weich („soweit es möglich ist“), dass die Einführung der Einkommensteuer und die Aufhebung des Wahlrechts nur für ansässige Helgoländer nach dem Ersten Weltkrieg zu Separationsbestrebungen führte, wobei dieser Satz des Vertragstextes immer wieder zitiert wurde. Geblieben ist bis heute die Zollfreiheit, die 1910 hätte aufgehoben werden können, was man aus politischen Gründen aber nicht tat. 1914 wurden die Helgoländer von den Deutschen als Sympathisanten der Engländer von der Insel deportiert. Erst in der neuesten Literatur wird die Meinung der Helgoländer wieder diskutiert.

## Abtretungen von Gebieten und Ansprüchen
Im Vertrag verzichtete das Deutsche Reich auf alle etwaigen Ansprüche nördlich Deutsch-Ostafrikas. Dies betraf Deutsch-Witu, Lamu, Gebiete nördlich des Tana und am Baringosee sowie das im Uganda-Vertrag erwähnte Buganda. Dadurch sollte ein Ausgleich mit Großbritannien erzielt werden. Auch die Ansprüche auf die gesamte Somaliküste zwischen Buur Gaabo und Aluula wurden aufgegeben, wovon die Beziehungen zum Dreibund-Partner Italien profitierten. Deutsch-Südwestafrika wurde im Gegenzug mit dem Sambesi verbunden (Caprivizipfel). Unter diesen Umständen scheiterten wiederum die deutschen Kolonialbestrebungen in Südostafrika: 1884 war im Namen Lüderitz’ mit dem Zulu-König Dinuzulu ein Vertrag geschlossen worden, der Deutschland einen lokalen Gebietsanspruch an der Santa-Lucia-Bucht im Zululand sichern sollte.; im Zuge eines Ausgleichs mit Großbritannien wurde das Ansinnen aber im Mai 1885 fallengelassen. Auch zwei Kolonisierungsversuche im südafrikanischen Pondoland, 1885 und 1889, scheiterten.
Die offizielle Übergabe Helgolands fand am 9. August 1890 statt, bei der von deutscher Seite Karl Heinrich von Boetticher (Staatssekretär des Reichsamts des Innern) und von englischer Seite Gouverneur Barkly teilnahmen. Organisiert wurde die Übergabe durch Adolf Wermuth, beraten wurden beide Seiten durch Rudolf Lindau. Aus Gründen des Protokolls betrat Kaiser Wilhelm II. erst am 10. August die Insel – zur direkten Übergabe fehlte ihm ein englisches Staatsoberhaupt als gleichrangiges Gegenüber. In der Übergangsperiode wurde die Verwaltung durch Erlass einem Seeoffizier mit dem Titel „Gouverneur von Helgoland“ (Kapitän zur See Wilhelm Geiseler) und einem Zivilbeamten mit dem Titel „Kaiserlicher Kommissar für Helgoland“ (Adolf Wermuth) übertragen.
Der damalige Reichspostpräsident Daniel Thilo fasste den Vertrag rückblickend wie folgt zusammen:

„In diesem Vertrage verzichtete England auf die Insel Helgoland, während Deutschland sein Protektorat über Witu, die Somaliküste, Sansibar und die Insel Pemba den Engländern übergab. Ferner verpflichtete sich England, den Sultan von Sansibar zur Abtretung des an die Deutsch-Ostafrikanische Gesellschaft verpachteten Küstenstreifens und der Insel Mafia an Deutschland gegen eine dem Sultan zu zahlende Entschädigung zu veranlassen. Im übrigen wurden die Grenzen des deutschen Schutzgebiets im wesentlichen so festgelegt, wie sie anfänglich bereits 1886 vereinbart waren.“

Von Deutschland abgetreten
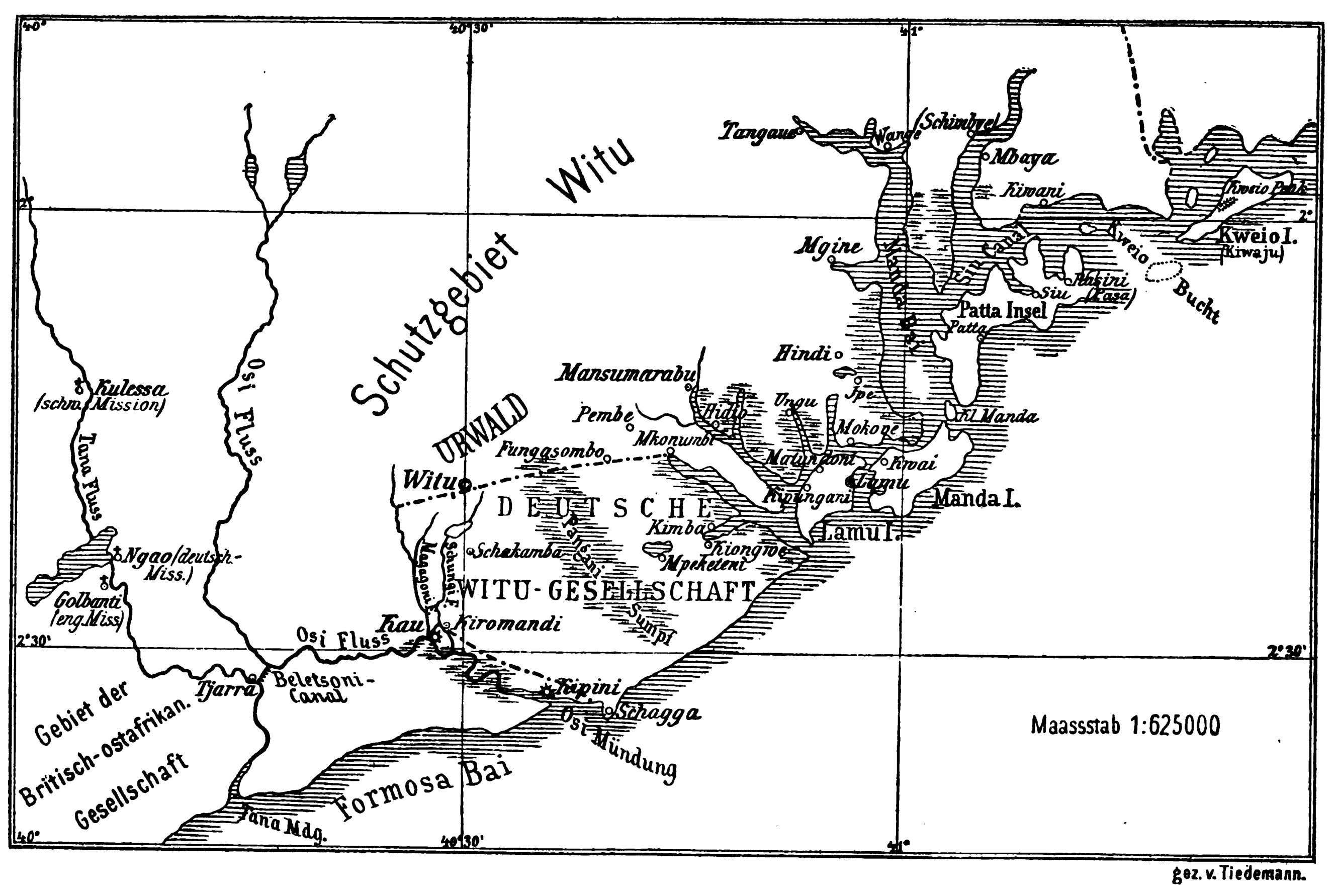
Witugebiet

An Deutschland abgetreten
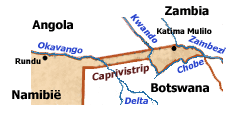
Caprivizipfel
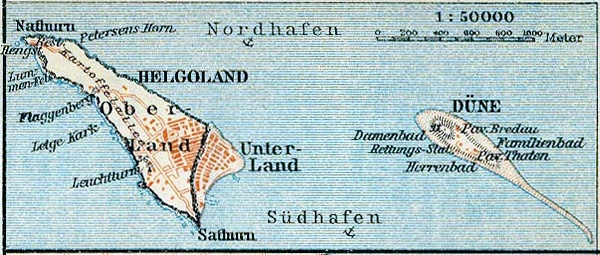
Helgoland